# Jonathan Belcher
Pour les articles homonymes, voir Belcher.
Jonathan Belcher né le 23 juillet 1710 et décédé le 30 mars 1776, est un avocat Anglais, juge-en-chef, et lieutenant-gouverneur de la Nouvelle-Écosse.
Né à Boston, dans le Massachusetts, deuxième fils de Jonathan Belcher Sénior et de Mary Partridge, il est reçu bachelier en arts en 1728 et obtient une maîtrise en arts en 1731 du collège de Harvard. En 1730, il étudie le droit à Middle Temple, à Londres, et est appelé au Barreau Anglais en 1734. Admis comme fellow à Trinity College, à Cambridge, il décroche une maîtrise en mathématiques de l'université de Cambridge en 1733. Il reçoit aussi une autre maîtrise du collège du New Jersey, maintenant l'université de Princeton.
En 1754, il est envoyé en Nouvelle-Écosse pour devenir le premier juge-en-chef de la Cour suprême de la Nouvelle-Écosse. Il démissionne en 1776. De 1761 à 1763, il est lieutenant-gouverneur de la Nouvelle-Écosse.

## Jugement sur ladéportation des Acadiens
Belcher rend un jugement dans une affaire grave de conséquences. Il ne se donne pas la peine d'appliquer les formalités les plus élémentaires de la loi anglaise de l'époque. Les Acadiens sont exclus de se présenter en cour pour pouvoir plaider leurs causes. Sans pouvoir être entendus, leurs propriétés sont confisquées, ce qui contrevient aux dispositions du Droit anglais de l'époque. Aucune loi anglaise n'autorisait de confisquer entièrement les propriétés d'un père de famille, ou de punir sa femme et ses enfants pour un délit qui aurait pu être commis par ce père de famille. S'il s'agissait de crimes politiques ou d'actes de trahison, de dures sanctions étaient prévues, mais jamais la confiscation des biens de tout un groupe de personnes et leur bannissement pour quelque motif que ce soit,.